# 希尔蒂盖姆
希尔蒂盖姆（法語：Schiltigheim，法語發音：[ʃiltiɡaim]；阿爾薩斯語： 或 ），法国东北部城市，大东部大区下莱茵省的一个市镇，隶属于阿尔萨斯欧洲集体以及斯特拉斯堡区，其市镇面积为7.63平方公里，2022年1月1日时人口数量为34,382人，是该省人口第二多的市镇，在法国城市中排名第240位。
希尔蒂盖姆位于下莱茵省东部，伊尔河左岸，斯特拉斯堡市区正北方向，是斯特拉斯堡的一个近郊卫星城，通过有轨电车B线及多条公交线路连接斯特拉斯堡市区。

## 地名来源
希尔蒂盖姆的名称来源尚存在争议。根据阿尔萨斯史学家雅克·巴科尔的论述，“希尔蒂盖姆”一名最初于公元845年以“Skitingsbouhel”的形式被记载，其中“Bouhel”意为“小山丘”，可能与当地的地形有关；而根据当地官方网站的论述，“希尔蒂盖姆”最初的书写形式为“Sciltung”，该名称来源于法兰克战士Sciltwin，他在公元9世纪时在莱茵河左岸的一处高地上修建城堡，而他的名称“Scilt”被后人用于描述“盾牌”，对应现代德语单词“schild”。公元884年，希尔蒂盖姆以“Scildincheim”的形式出现，后逐渐衍变成为今名。其中的“Heim”为一个常见的德语区地名后缀，意为“居民点”。

## 历史
希尔蒂盖姆建城于中世纪中期，彼时，法兰克战士Sciltwin在此修建了一处城堡，其附近区域自845年起成为斯特拉斯堡圣斯德望教堂的领地。1003年，该教堂被哈布斯堡的韦尔纳一世继承，此后希尔蒂盖姆几经易主，于1502年被斯特拉斯堡市政府收购，成为该市的直管区域，其间，希尔蒂盖姆附近出现了阿德尔索芬，后者为英法百年战争以及宗教纷争结束后的重建村落。公元18世纪左右，阿德尔绍芬整体并入希尔蒂盖姆。法国大革命结束后，希尔蒂盖姆成为下莱茵省的一个市镇。工业革命期间，希尔蒂盖姆境内出现了制革、棉纺、机械以及食品加工等工业部门，人口数量快速增加。普法战争结束后，希尔蒂盖姆及其所属的阿尔萨斯-洛林地区被普鲁士军队占领，直至第一次世界大战结束。第二次世界大战期间，希尔蒂盖姆再次被纳粹德军攻占。20世纪50年代后，随着斯特拉斯堡的城市扩张，希尔蒂盖姆逐渐发展成为一座重要的近郊卫星城，其人口数量逐年增加，成为了斯特拉斯堡人口数量最多的近郊卫星城。2000年，途径希尔蒂盖姆的斯特拉斯堡有轨电车B线建成运营。

## 地理

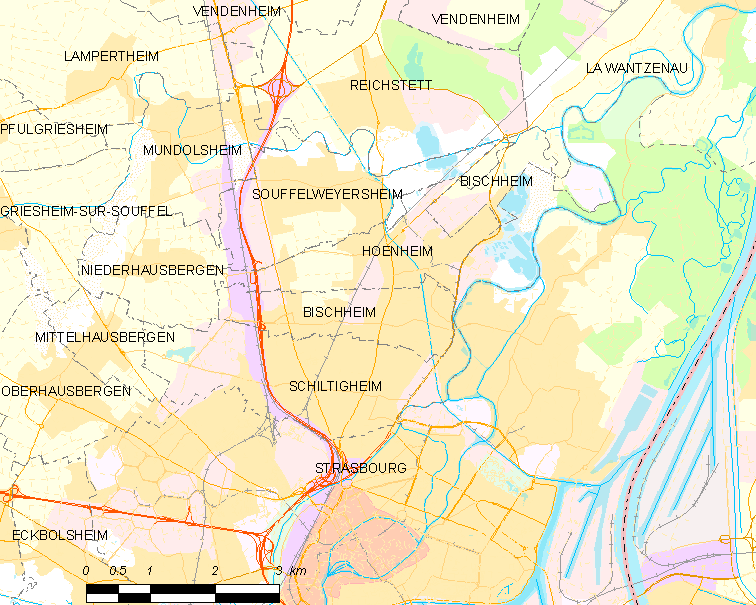
希尔蒂盖姆市镇范围地图

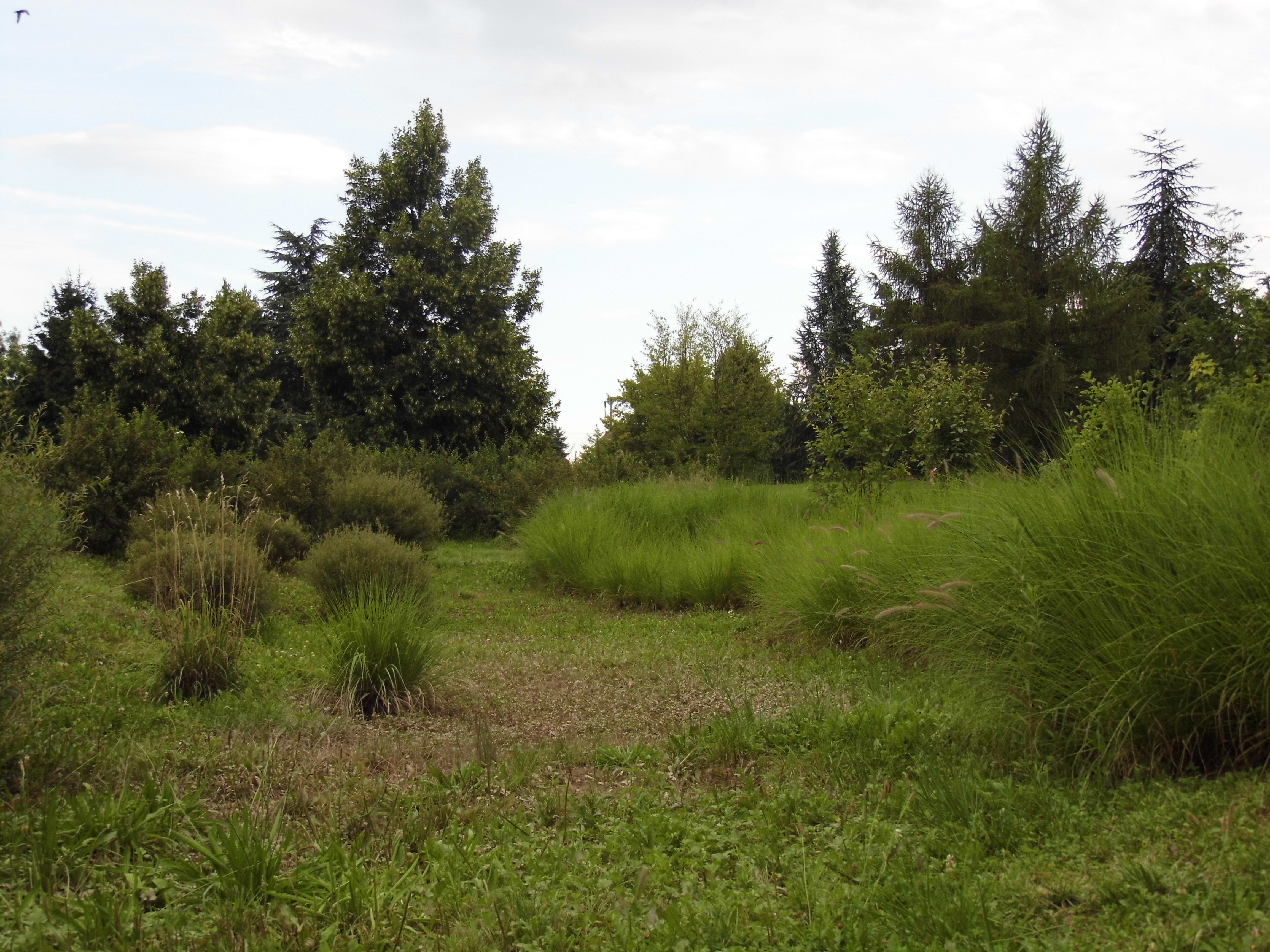
希尔蒂盖姆境内的一处绿地

希尔蒂盖姆位于法国东北部，大东部大区东北部和下莱茵省东部，距离省会斯特拉斯堡大约3公里。与希尔蒂盖姆接壤的市镇包括：苏弗尔韦耶赛姆、比沙伊姆、上奥斯贝根和斯特拉斯堡。

### 地形
希尔蒂盖姆位于莱茵河左岸平原腹地，境内以平原为主，市镇中心地势较为平坦，全境海拔在133到152米之间。

### 水文
伊尔河自南向北流经希尔蒂盖姆市区东部，沿河区域有大片水塘分布，属于莱茵河水系；人工开凿的马恩－莱茵运河经过市区中东部，其水量通过水闸控制。

### 植被
希尔蒂盖姆属于温带阔叶混交林区，市区内的主要绿地公园包括城堡公园（Parc du Château）、市府广场（Place de la Mairie）等，均常年免费向公众开放。
在鲜花城市的评比中，希尔蒂盖姆被评为3星级鲜花城市。

### 气候
希尔蒂盖姆在柯本气候分类法中属于温带海洋性气候，因其距离海岸线相对较远，故又存在一定的大陆性特征。
距离希尔蒂盖姆最近的常年气象站位于斯特拉斯堡机场，以下为该气象站的数据：
| 斯特拉斯堡机场1981年－2019年 | 斯特拉斯堡机场1981年－2019年 | 斯特拉斯堡机场1981年－2019年 | 斯特拉斯堡机场1981年－2019年 | 斯特拉斯堡机场1981年－2019年 | 斯特拉斯堡机场1981年－2019年 | 斯特拉斯堡机场1981年－2019年 | 斯特拉斯堡机场1981年－2019年 | 斯特拉斯堡机场1981年－2019年 | 斯特拉斯堡机场1981年－2019年 | 斯特拉斯堡机场1981年－2019年 | 斯特拉斯堡机场1981年－2019年 | 斯特拉斯堡机场1981年－2019年 | 斯特拉斯堡机场1981年－2019年 |
| 月份                         | 1月                          | 2月                          | 3月                          | 4月                          | 5月                          | 6月                          | 7月                          | 8月                          | 9月                          | 10月                         | 11月                         | 12月                         | 全年                         |
| ---------------------------- | ---------------------------- | ---------------------------- | ---------------------------- | ---------------------------- | ---------------------------- | ---------------------------- | ---------------------------- | ---------------------------- | ---------------------------- | ---------------------------- | ---------------------------- | ---------------------------- | ---------------------------- |
| 历史最高温 °C（°F）          | 17.5 (63.5)                  | 21.1 (70.0)                  | 26.3 (79.3)                  | 30 (86)                      | 33.8 (92.8)                  | 38.8 (101.8)                 | 38.9 (102.0)                 | 38.7 (101.7)                 | 33.4 (92.1)                  | 29.1 (84.4)                  | 22.1 (71.8)                  | 18.3 (64.9)                  | 38.9 (102.0)                 |
| 平均高温 °C（°F）            | 4.5 (40.1)                   | 6.4 (43.5)                   | 11.4 (52.5)                  | 15.7 (60.3)                  | 20.2 (68.4)                  | 23.4 (74.1)                  | 25.7 (78.3)                  | 25.4 (77.7)                  | 21 (70)                      | 15.3 (59.5)                  | 8.8 (47.8)                   | 5.2 (41.4)                   | 15.3 (59.5)                  |
| 日均气温 °C（°F）            | 1.8 (35.2)                   | 2.9 (37.2)                   | 6.9 (44.4)                   | 10.5 (50.9)                  | 15 (59)                      | 18.1 (64.6)                  | 20.1 (68.2)                  | 19.7 (67.5)                  | 15.8 (60.4)                  | 11.2 (52.2)                  | 5.8 (42.4)                   | 2.8 (37.0)                   | 10.9 (51.6)                  |
| 平均低温 °C（°F）            | −0.8 (30.6)                  | −0.6 (30.9)                  | 2.5 (36.5)                   | 5.2 (41.4)                   | 9.8 (49.6)                   | 12.8 (55.0)                  | 14.5 (58.1)                  | 14.1 (57.4)                  | 10.6 (51.1)                  | 7.1 (44.8)                   | 2.8 (37.0)                   | 0.3 (32.5)                   | 6.5 (43.7)                   |
| 历史最低温 °C（°F）          | −23.9 (−11.0)                | −22.3 (−8.1)                 | −16.7 (1.9)                  | −5.6 (21.9)                  | −3.9 (25.0)                  | 1.1 (34.0)                   | 4.9 (40.8)                   | 4.8 (40.6)                   | −1.3 (29.7)                  | −7.6 (18.3)                  | −10.8 (12.6)                 | −23.4 (−10.1)                | −23.9 (−11.0)                |
| 平均降水量 mm（）            | 32.2 (1.27)                  | 34.5 (1.36)                  | 42.8 (1.69)                  | 45.9 (1.81)                  | 81.9 (3.22)                  | 71.6 (2.82)                  | 72.7 (2.86)                  | 61.4 (2.42)                  | 63.5 (2.50)                  | 61.5 (2.42)                  | 47 (1.9)                     | 50 (2.0)                     | 665 (26.2)                   |
| 月均日照時數                 | 58.1                         | 83.8                         | 134.8                        | 180                          | 202.5                        | 223.8                        | 228.6                        | 219.6                        | 164.5                        | 98.7                         | 55.3                         | 43.1                         | 1,692.8                      |
| 来源：infoclimat.fr          |                              |                              |                              |                              |                              |                              |                              |                              |                              |                              |                              |                              |                              |

## 行政区划
希尔蒂盖姆是法国大东部大区下莱茵省的一个市镇，编号为67447。希尔蒂盖姆隶属于斯特拉斯堡区和下莱茵省第三选区，管理希尔蒂盖姆县，同时也是阿尔萨斯欧洲集体以及斯特拉斯堡欧洲都会区的组成部分。
法国国家统计与经济研究所（简称）在进行数据统计时，将希尔蒂盖姆及相邻的另外22个市镇设为斯特拉斯堡城市核心区，并将包括核心区在内的周边共258个市镇划为斯特拉斯堡城市区。自2020年起，斯特拉斯堡城市区被包含268个市镇的斯特拉斯堡城市辐射区代替。此外，还将希尔蒂盖姆市镇分为了12个“块区”（IRIS），以便于统计人口分布情况。

## 交通

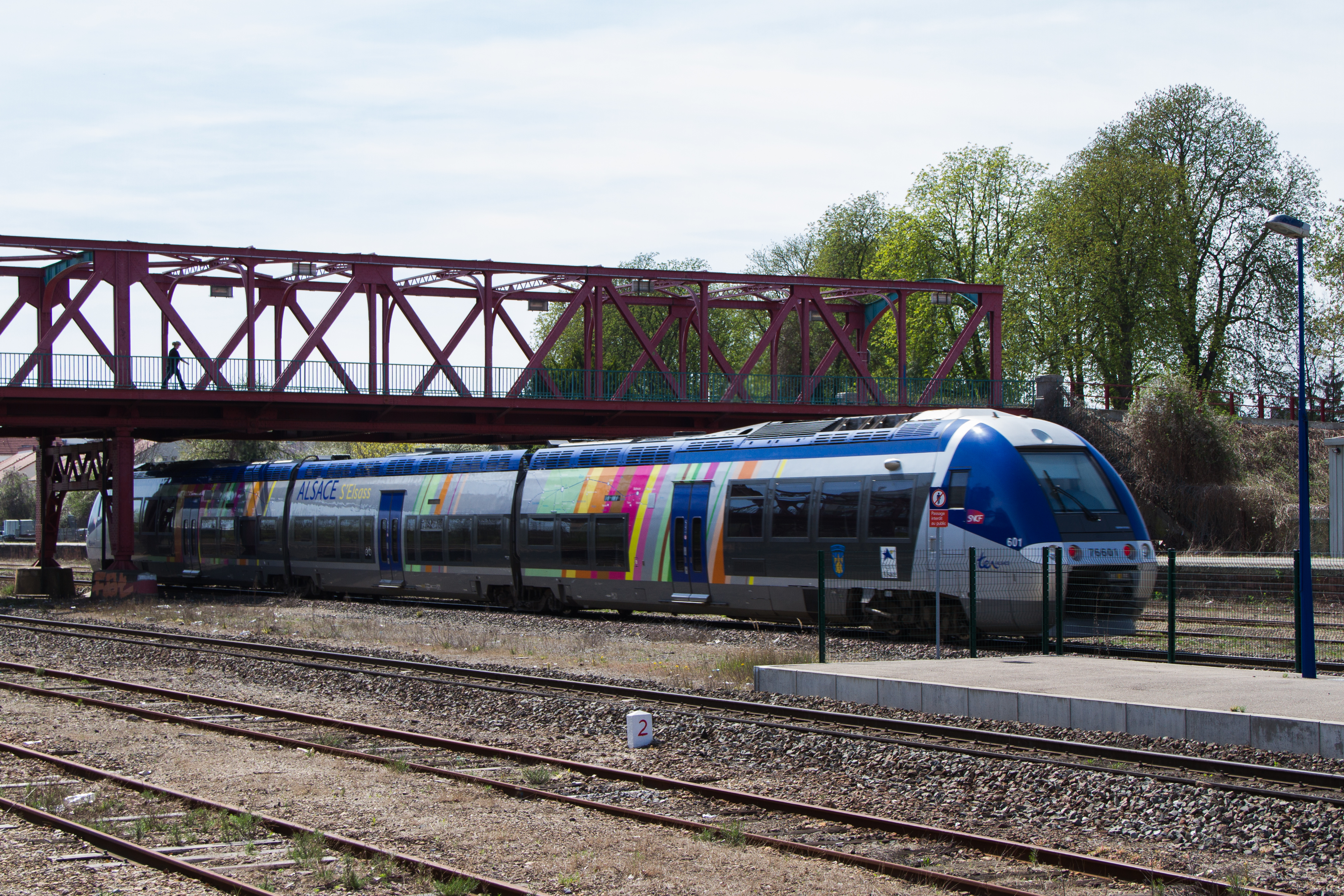
比沙伊姆火车站内的一辆区域列车

### 公路
法国A4高速公路和多条下莱茵省省道在希尔蒂盖姆境内交汇，大东部大区下属的城际客运提供巴士线路，可前往周边部分市镇。
2018年，63.5%的希尔蒂盖姆家庭拥有至少一辆私人汽车。2019年，希尔蒂盖姆境内共发生各类交通事故30起，造成1人遇难，42人受伤。

### 铁路
巴黎－斯特拉斯堡铁路和斯特拉斯堡－洛泰堡铁路经过希尔蒂盖姆境内，其中斯特拉斯堡－洛泰堡铁路在希尔蒂盖姆境内设有比沙伊姆站，该站位于市区北部，是一个无人看守的铁路乘降所，停靠往返于斯特拉斯堡和洛泰堡一线的区域列车。

### 航空
距离希尔蒂盖姆最近的民用航空站为斯特拉斯堡机场，距离希尔蒂盖姆市中心的公路里程约18公里。

### 城市公共交通
希尔蒂盖姆是斯特拉斯堡城市公共交通（商业名称为）的服务范围，后者是斯特拉斯堡欧洲都会区的城市公共交通系统。截至2021年10月，该系统共包括六条有轨电车线路、两条大容量公交线路和数十条公交线路，其中有轨电车B线、L3线、L6线、50路、60路和70路经过希尔蒂盖姆市区内的主要街道和居民区。

## 政治

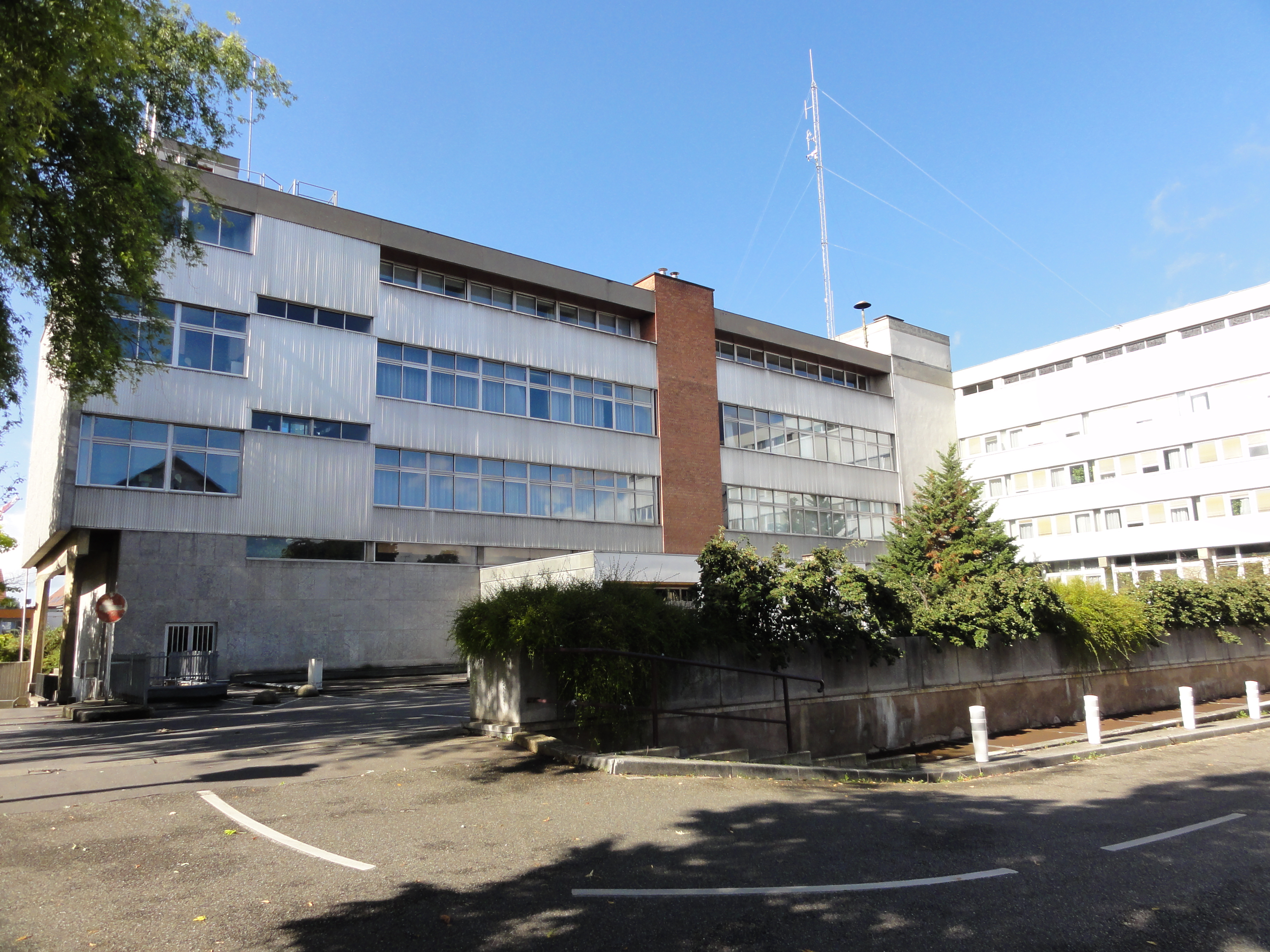
希尔蒂盖姆市政厅

希尔蒂盖姆的现任市长为达妮埃勒·当巴克女士（Danielle Dambach），她是欧洲生态－绿党的一名成员，在2020年的市政选举中获得了55.3%的支持率。
在2017年的法国总统大选中，法国第25任总统埃马纽埃尔·马克龙在希尔蒂盖姆获得了74.66%的支持率。
| 希尔蒂盖姆历届市长 |                                  |                               |
| 任期               | 市长                             | 党派                          |
| 1947年－1971年     | Georges Ritter 乔治·里特         | RPF法国人民联盟               |
| 1971年－1977年     | Paul Schwebel 保罗·施韦贝尔      | DVG左翼无党派人士             |
| 1977年－2008年     | Alfred Muller 阿尔弗雷德·穆勒    | PS社会党 →MDA阿尔萨斯民主运动 |
| 2008年－2014年     | Raphaël Nisand 拉法埃尔·尼桑     | PS社会党                      |
| 2014年－2018年     | Jean-Marie Kutner 让-马里·库特纳 | UDI民主人士和独立人士联盟     |
| 2018年－           | Danielle Dambach 达妮埃勒·当巴克 | EÉLV欧洲生态-绿党             |

## 人口
2018年，希尔蒂盖姆市镇人口数量为33,069，在法国排名第240位。其中男性15,828人，女性17,241人，75岁及以上人口占6.3%，外籍人口数量为8,731人，人口密度为4,334人/平方公里，当地居民被称为（男性）或（女性）。2019年，希尔蒂盖姆境内出生488人，死亡人口288人。
| 年份   | 1936   | 1946   | 1954   | 1962   | 1968   | 1975   | 1982   | 1990   | 1999   | 2006   | 2011   | 2016   | 2018   |
| ------ | ------ | ------ | ------ | ------ | ------ | ------ | ------ | ------ | ------ | ------ | ------ | ------ | ------ |
| 人口數 | 22,074 | 22,397 | 22,798 | 25,081 | 29,198 | 30,144 | 29,574 | 29,155 | 30,841 | 31,239 | 31,633 | 31,811 | 33,069 |

## 经济

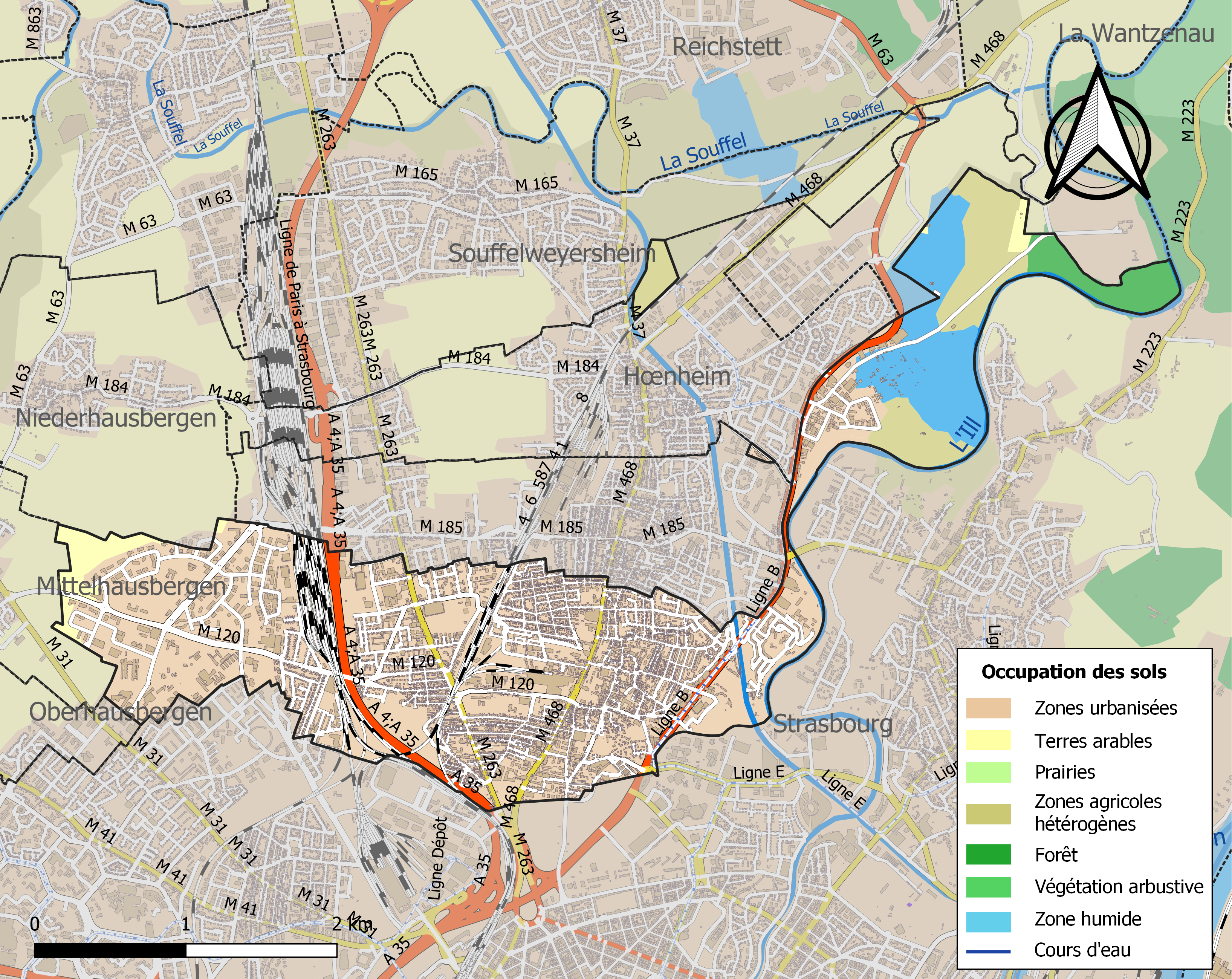
希尔蒂盖姆土地利用情况地图

截止2021年10月，希尔蒂盖姆共有各类用人单位（包含自雇）5,903家，平均历史为13年，其中95.92%为中小型企业（PME）。（办公设施）、（无害垃圾处理）及（商业办公设备生产）是当地2019年营业额最高的三个企业，分别为1,198,530,516欧元、379,484,629欧元和333,191,831欧元。

## 财政收入
2019年，希尔蒂盖姆的财政收入总额为36,493,000欧元，财政支出总额为32,268,400欧元，当年的债务总额为18,595,400欧元。2021年，希尔蒂盖姆共获得5,249,992欧元的国家财政补助，比上一年增加了3.43%。
2019年，希尔蒂盖姆的人均月收入总额为2,106欧元，其中高级职员为3,283欧元，低于法国平均水平（4,230欧元）；中级职员为2,226欧元，低于法国平均水平（2,411欧元）；普通职员为1,662欧元，亦低于法国平均水平（1,740欧元）。
2018年，希尔蒂盖姆境内的青壮年（15至64岁）失业率为18.6%，当地45.8%的家庭拥有纳税资格，平均纳税2,706欧元，低于法国平均水平（3,888欧元）。

## 社会事务

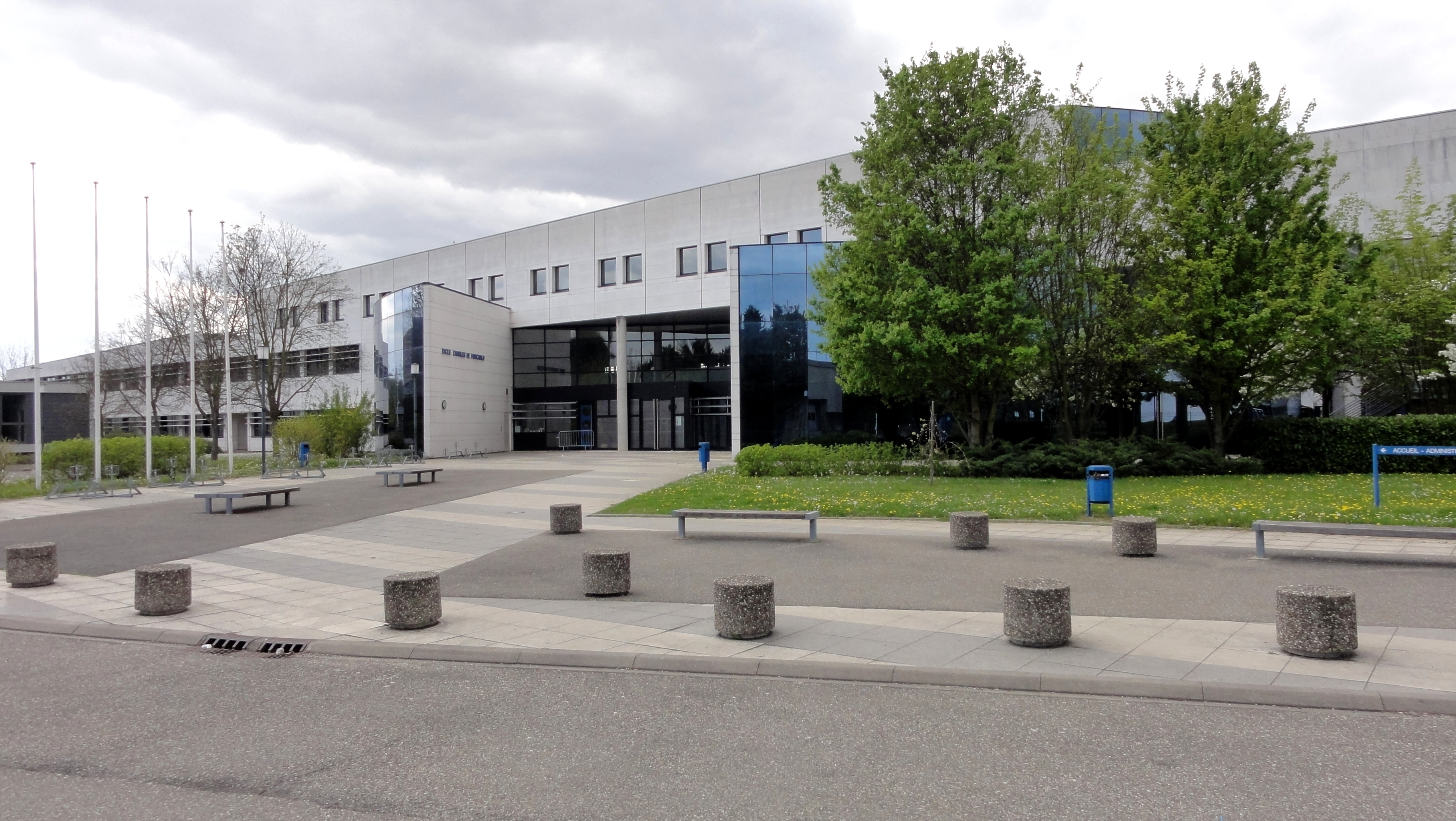
希尔蒂盖姆的一所高级中学

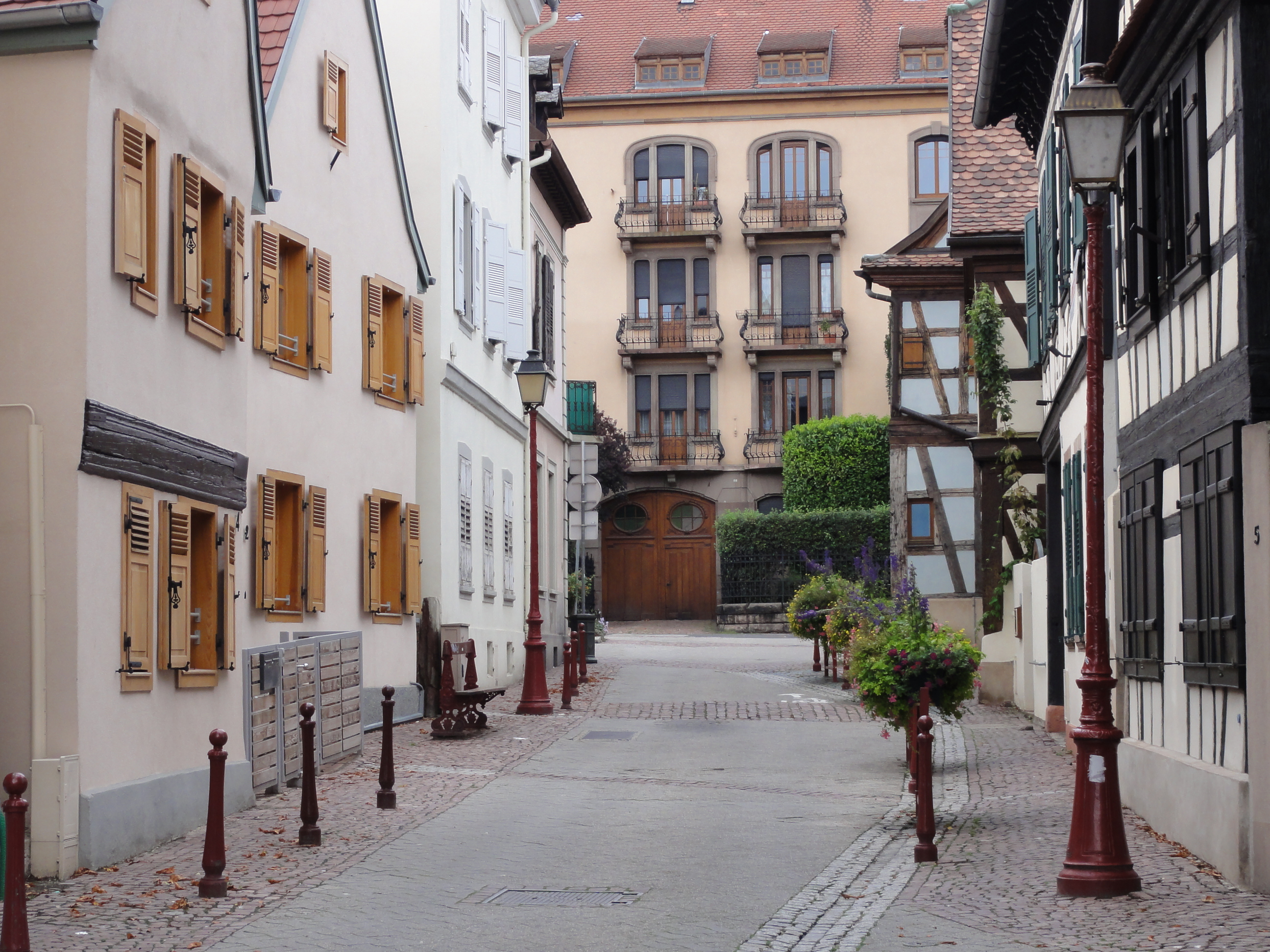
希尔蒂盖姆的一条街道

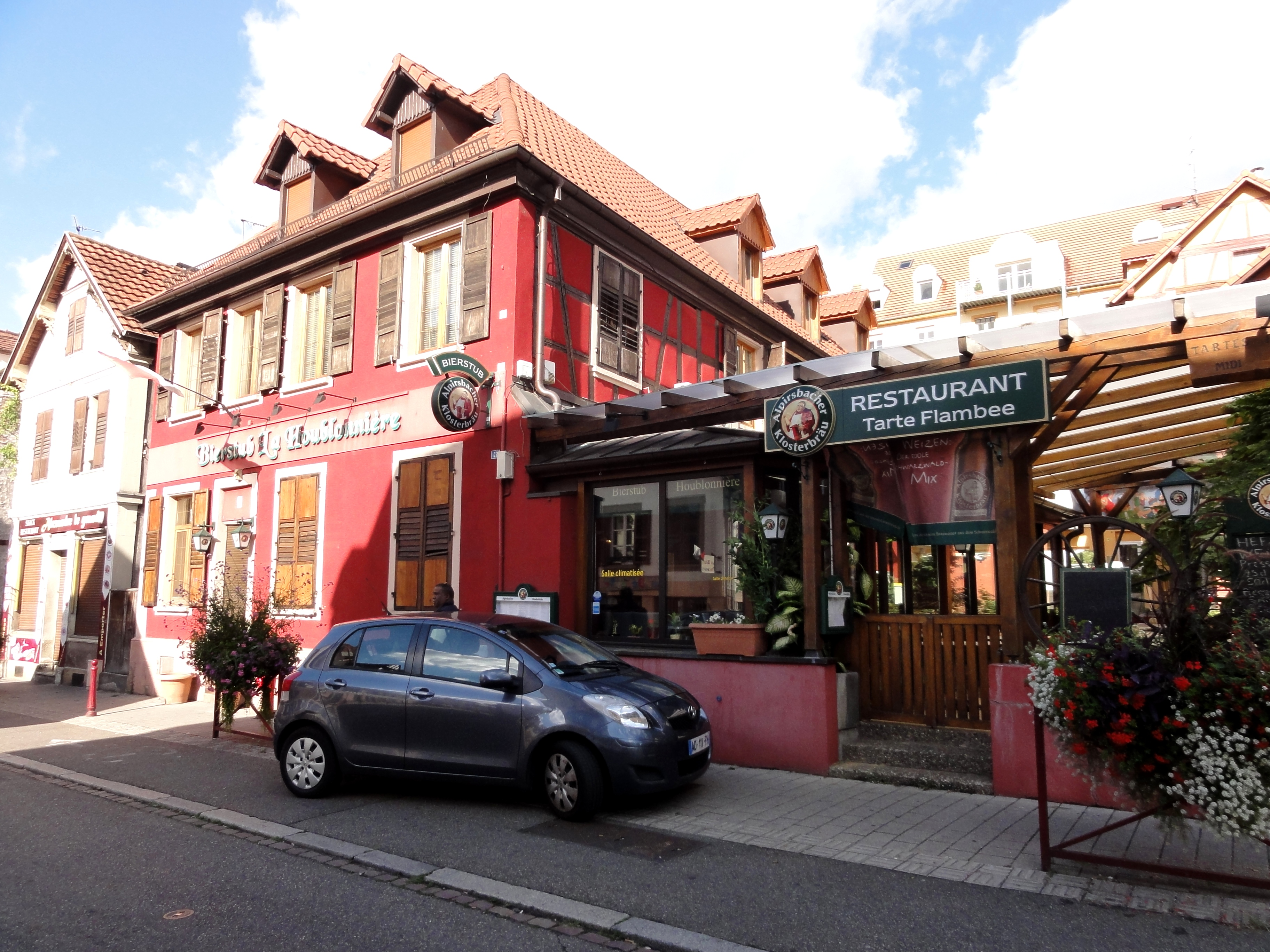
希尔蒂盖姆的一家餐厅

### 教育
希尔蒂盖姆属于斯特拉斯堡学区。截止2020年1月1日，希尔蒂盖姆境内共有6所幼儿园、8所小学、3所初级中学、2所普通高中和3所职业高中。2018至2019学年度，希尔蒂盖姆境内共有在校中等教育阶段学生1,975名。

### 医疗
截止2020年1月1日，希尔蒂盖姆境内共有全科医生36名、保健师52名、牙医29名、护士38名、耳科医生4名、眼科医生3名、皮肤科医生5名、助产士3名、儿科医生5名和妇科医生3名。境内共有药房9家、养老院4家、残疾人帮扶中心8家。
希尔蒂盖姆是斯特拉斯堡大学医院的服务范围，后者是法国的一个区域性医疗机构，也是一个大学教学医院，其主病区“斯特拉斯堡人民医院”位于斯特拉斯堡市区，距离希尔蒂盖姆的正常车程在15分钟左右，设有床位1,088个，是当地规模最大的公立综合性医院。
希尔蒂盖姆境内有一家兽医医院。

### 住房
2018年，希尔蒂盖姆境内共有各类住房16,619套，其中11.1%为独立式居民区，87.5%为集中式居民区。常住房屋占希尔蒂盖姆市镇范围内居民建筑总量的90.4%。
在住房保障政策方面，2020年，希尔蒂盖姆境内共有5,606户家庭获得了住房经济补助，受益人数占总人口数量的17%，其中5,478份为房租补助。

### 商业
2019年，希尔蒂盖姆境内共有各类实体商铺861家，其中餐厅172家、大型超市7家、杂货店18家、面包房21家、肉铺12家、书店6家、银行门店25家、美容美发店42家、汽车维修店48家。希尔蒂盖姆市镇范围内建有家乐福便民店、E.Leclerc和Lidl等超市。

### 体育
2020年，希尔蒂盖姆境内共有1家游泳池、5间体育馆、1座综合体育场、11处网球场、1处马术场、4处足球或橄榄球场以及4处篮球或排球场。
截至2021年10月，希尔蒂盖姆境内共有4家注册足球俱乐部，其中包括一支五人制足球队。希尔蒂盖姆体育俱乐部是当地的代表性足球队，成立于1914年，2021至2022赛季参加法国全国乙组联赛（法戊），其主场阿尔球场（Stade de l'Aar）可同时容纳超过2,500名观众，是当地规模最大的体育设施。

### 环境
希尔蒂盖姆的环境事务由其所属的公共社区负责。2019年，希尔蒂盖姆境内共有3家污染企业。

### 治安
2014年，希尔蒂盖姆及附近地区共发生各类案件23,563起，其中盗窃类案件13,789起，经济类案件2,366起，毒品交易类案件1,350起。

## 文化
2020年，希尔蒂盖姆境内共有3家剧场。希尔蒂盖姆市政府提供图书馆和多媒体中心，向公众全年开放。

### 建筑
希尔蒂盖姆境内有多处法国国家文物保护单位，其中圣法米耶教堂（Église de la Sainte-Famille）、希尔蒂盖姆新教教堂等为当地的代表性建筑物。

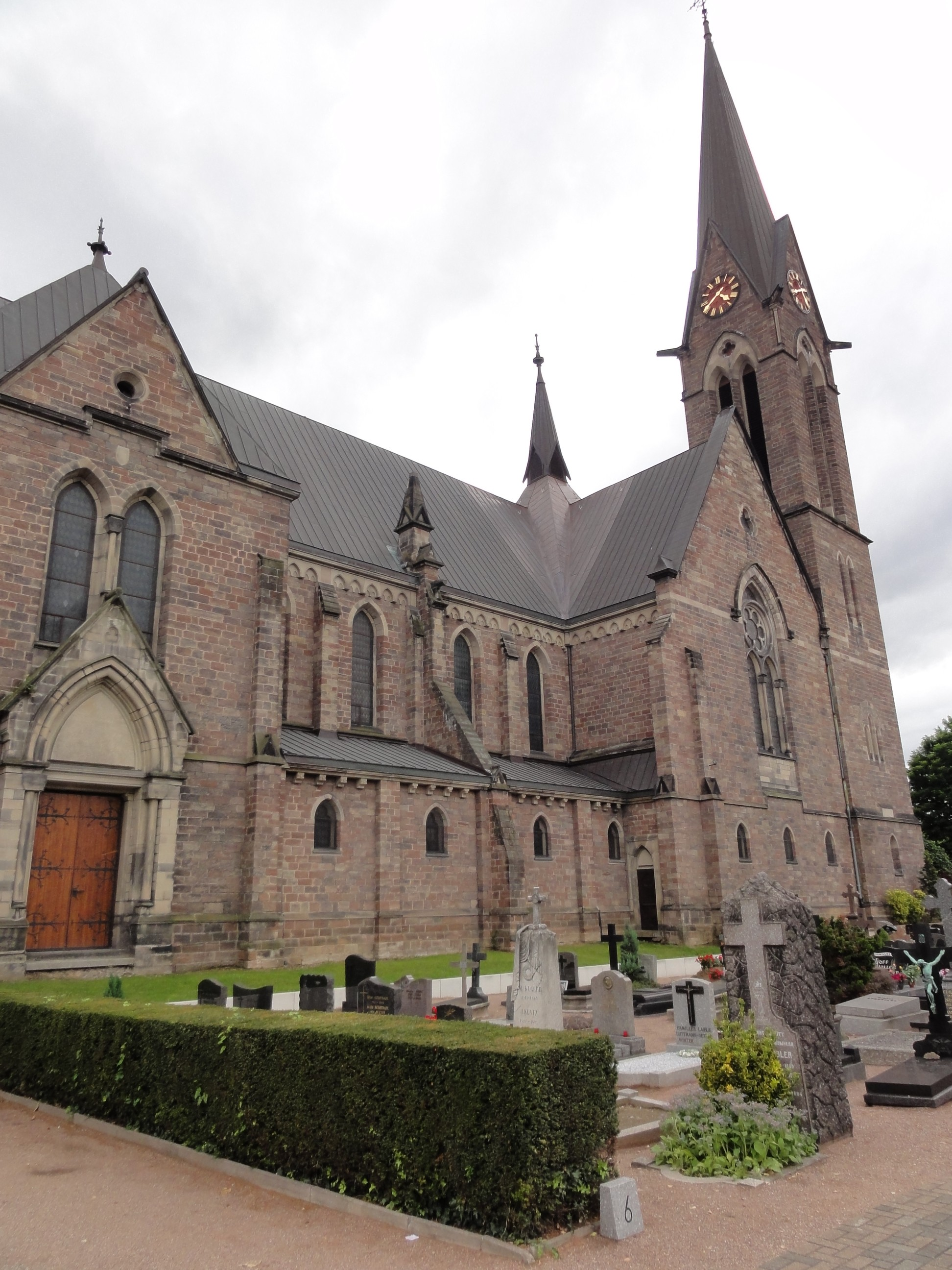
圣法米耶教堂
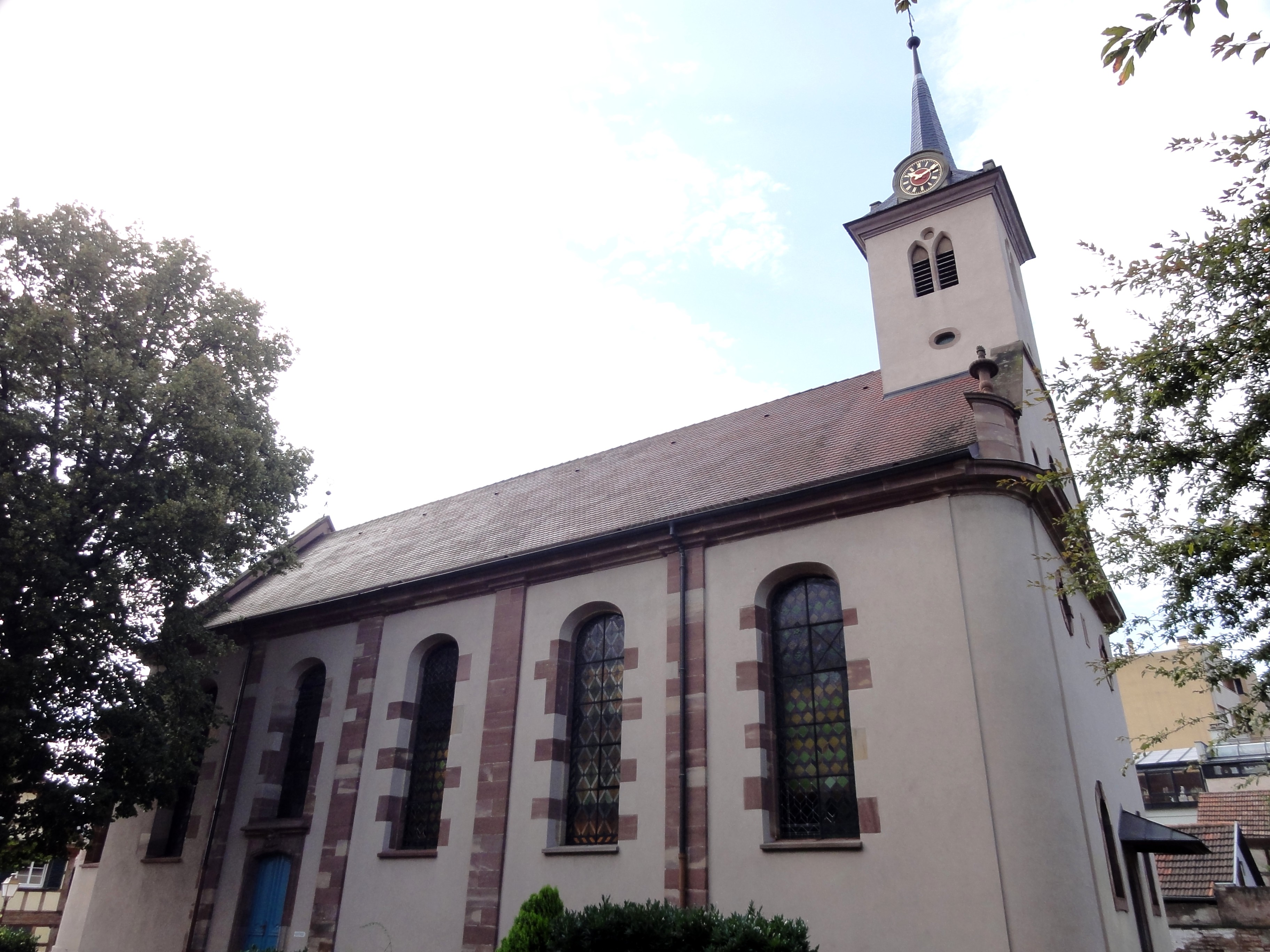
新教教堂（法语：Église protestante de Schiltigheim）
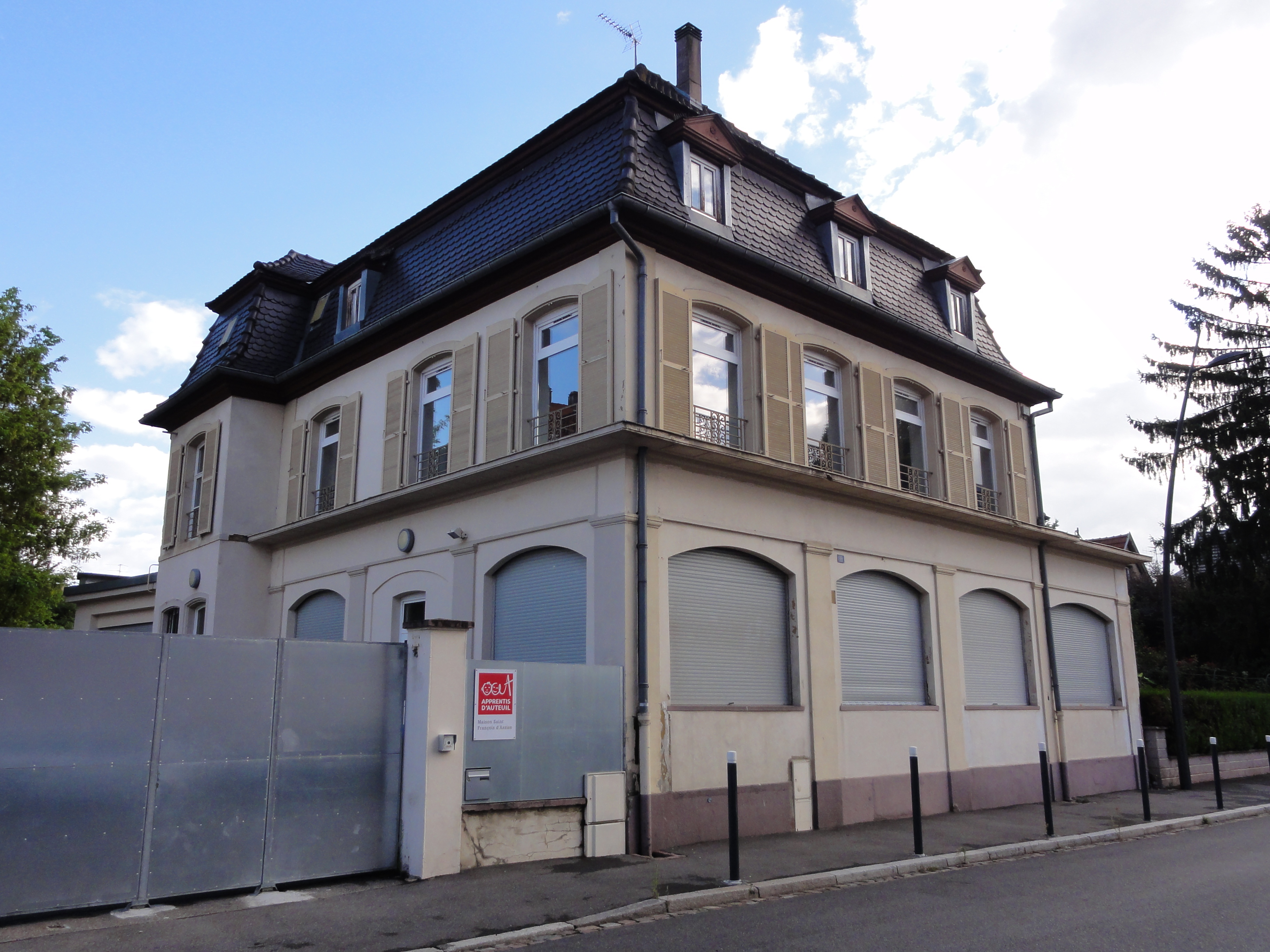
传统建筑1
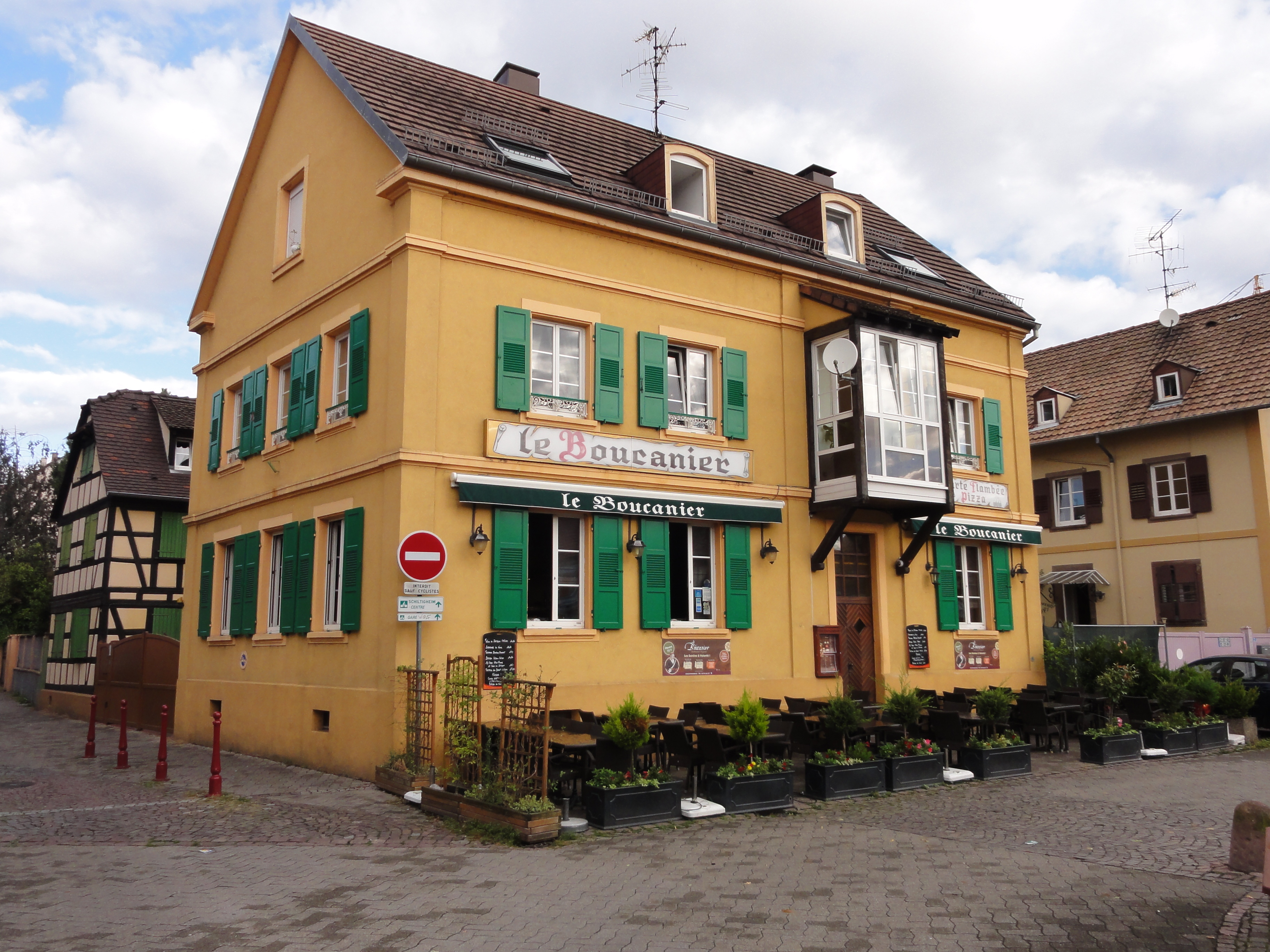
传统建筑2
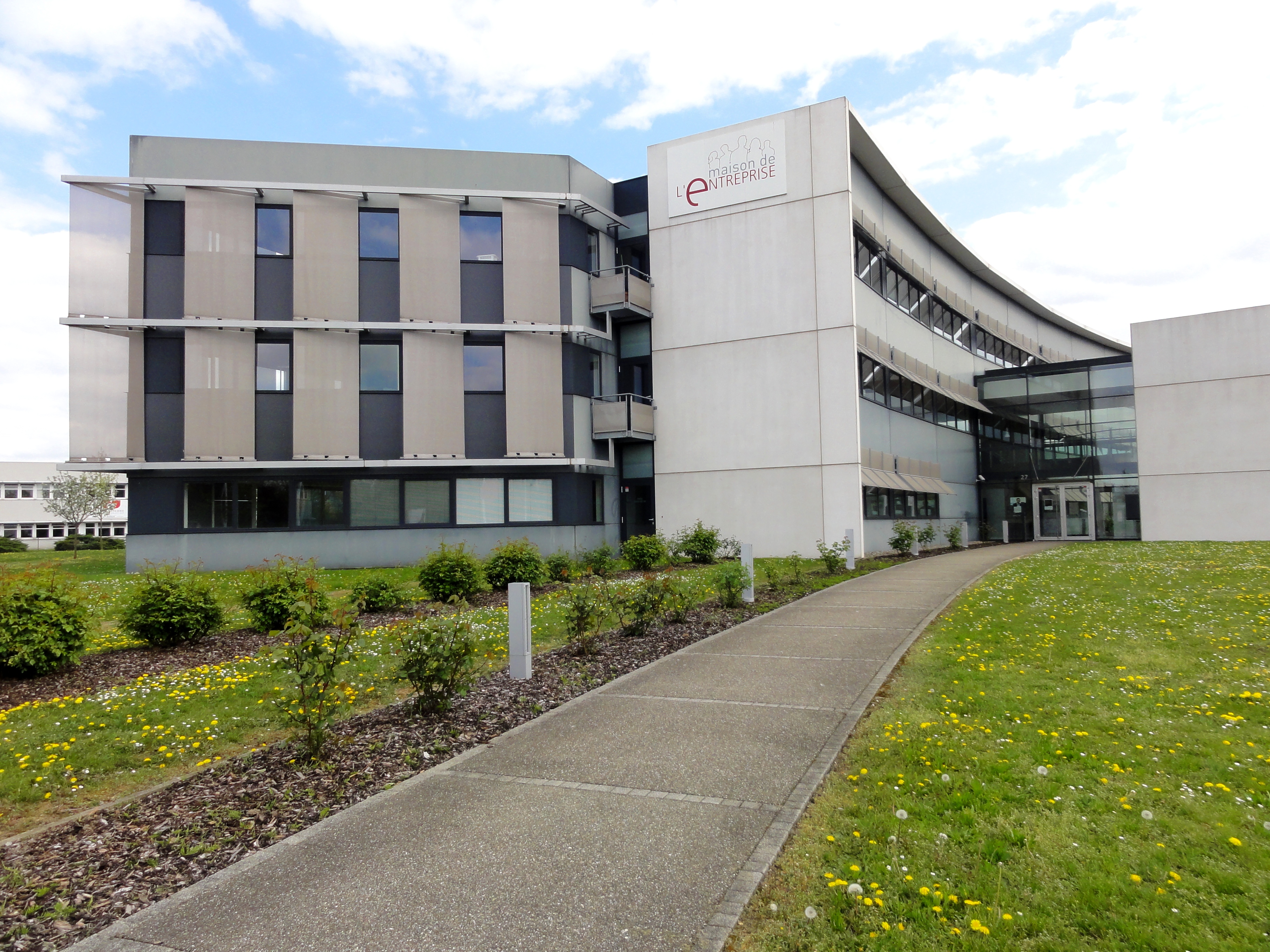
企业园
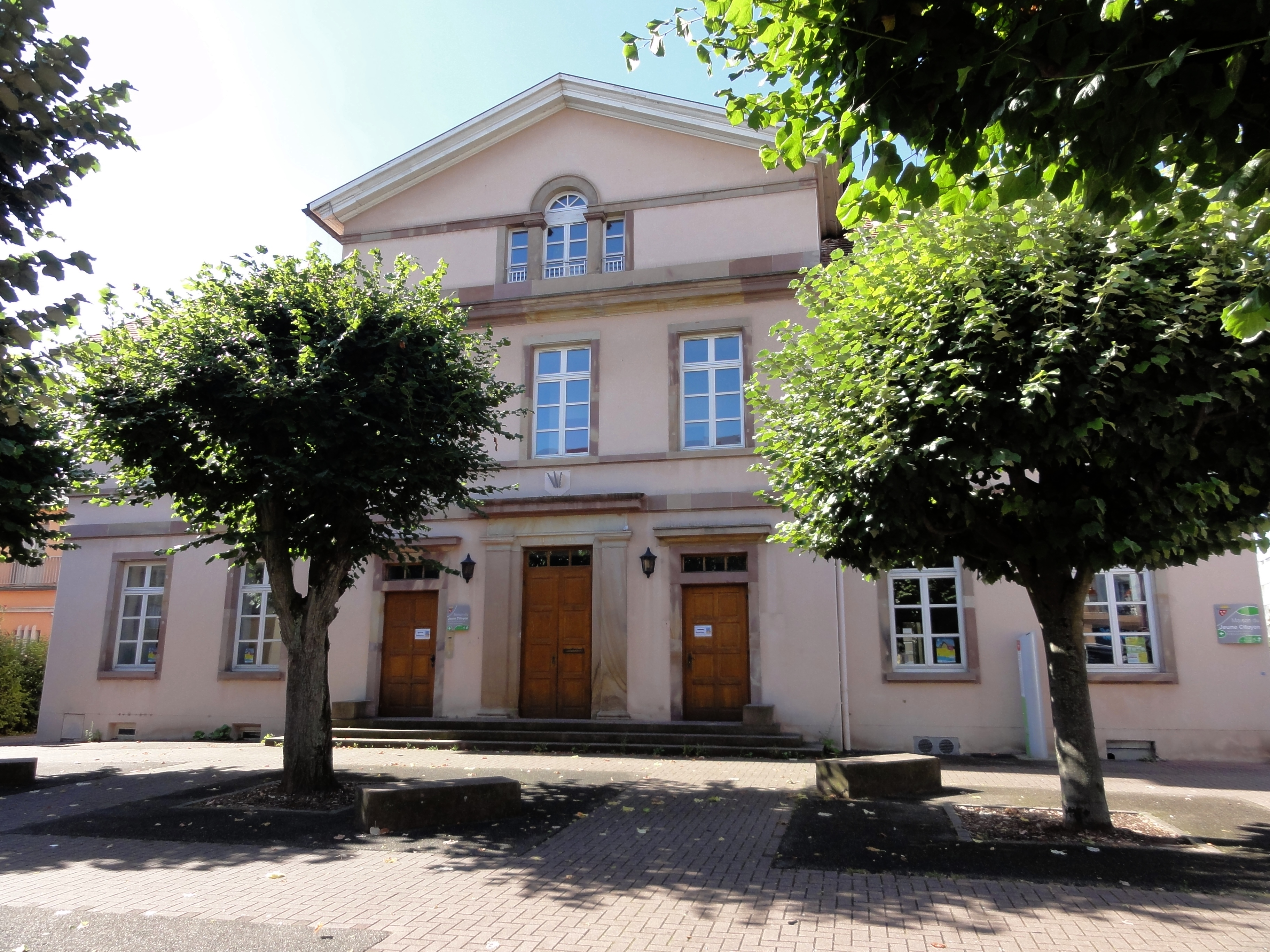
青少年宫

### 旅游
希尔蒂盖姆的旅游事务由其所属的公共社区负责。2021年，希尔蒂盖姆境内共有4家酒店共计335间房间。

### 媒体
法国主要的媒体均可在希尔蒂盖姆接收，阿尔萨斯20电视台和法国电视三台下属的大东部大区频道在部分时段播出希尔蒂盖姆所属区域的地方新闻。

## 相关人物
法国地质学家威尔弗里德·基利安、抵抗运动烈士阿尔方斯·亚当、赛车手托马·沃克勒和网球运动员皮埃尔-于格·埃贝尔出生于希尔蒂盖姆。

## 友好城市
截至2021年9月，希尔蒂盖姆暂无建立任何友好城市关系。